# Sueños de Cabaret
Sueños de Cabaret es el decimoctavo álbum de la cantante mexicana Daniela Romo, publicado en 2008. 

## Lista de canciones
1. Abuso
2. Mía
3. Intocable
4. Tú de que vas
5. Que manera de quererte
6. Mi credo
7. No podrás
8. Mujer contra mujer
9. Color esperanza
10. Víveme
11. Pensar en ti

- Datos: Q9080419